# Liga de Campeones de voleibol femenino 2023-24
La Liga de Campeones de voleibol femenino 2023-24 fue la 64.ª edición de la máxima competición femenina de clubes organizada por la Confederación Europea de Voleibol. Se disputará entre el 10 de octubre de 2023 y mayo de 2024. 

## Modo de disputa
Tras una fase de clasificación que otorgó tres pases a la ronda final entre ocho equipos, los 20 equipos de la fase final se dividieron mediante sorteo en cinco zonas donde se enfrentaron en un sistema de todos contra todos. El ganador de cada grupo clasificaría automáticamente para los cuartos de final, mientras que todos los segundos y el mejor tercero lo harían a los play-offs. Los terceros que no clasificasen a esta instancia pasarían a competir en los cuartos de final de la Copa CEV.
Para determinar la posición en los grupos se determinó un orden basado en a) cantidad de partidos ganados b) puntos c) proporción de sets ganados d) proporción de puntos de juego ganados e) partidos jugados entre sí. Los partidos ganados por 3-0 o 3-1 otorgan tres puntos al ganador y cero al perdedor, mientras que aquellos que finalicen 3-2 darían dos puntos al ganador y uno al perdedor.

## Equipos participantes
|  | Eliminados en fase clasificatoria |

| País     | Plazas | Equipos                   | Notas                    |
| -------- | ------ | ------------------------- | ------------------------ |
| Italia   | 3      | Imoco Conegliano          | Campeón italiano         |
| Italia   | 3      | Vero Volley Milano        | Subcampeón italiano      |
| Italia   | 3      | Savino Del Bene Scandicci | Tercero Liga A1          |
| Turquía  | 3      | Fenerbahçe Estambul       | Campeón liga turca       |
| Turquía  | 3      | Eczacıbaşı                | Subcampeón liga          |
| Turquía  | 3      | Vakıfbank Estambul        | Tercero liga             |
| Polonia  | 3      | ŁKS Commercecon Łódź      | Campeón liga polaca      |
| Polonia  | 3      | Developres SkyRes Rzeszów | Subcampeón de liga       |
| Polonia  | 3      | Grot Budowlani Łódź       | Tercero de liga          |
| Francia  | 2      | Volero Le Cannet          | Campeón de liga francesa |
| Francia  | 2      | Volley Mulhouse Alsace    | Subcampeón liga          |
| Alemania | 2      | MTV Stuttgart             | Campeón alemán           |
| Alemania | 2      | Potsdam                   | Subcampeón               |
| Rumania  | 1      | Alba-Blaj                 | Campeón de liga          |
| Bulgaria | 1      | Maritza Plovdiv           | Campeón de liga          |

| País               | Plazas | Equipos                       | Notas           |
| ------------------ | ------ | ----------------------------- | --------------- |
| España             | 1      | Club Voleibol J.A.V. Olímpico | Campeón de liga |
| Hungría            | 1      | Vasas                         | Campeón de liga |
| Eslovenia          | 1      | Calcit Kamnik                 | Campeón de liga |
| Bosnia-Herzegovina | 1      | OK Gacko                      | Campeón de liga |
| Ucrania            | 1      | SC Prometey Dnipro            | Campeón de liga |
| Serbia             | 1      | Jedinstvo Stara Pazova        | Campeón de liga |
| Croacia            | 1      | Mladost Zagreb                | Campeón de liga |
| Bélgica            | 1      | Asterix Avo Beveren           | Campeón de liga |
| República Checa    | 1      | Královo Pole Brno             | Campeón de liga |
| Montenegro         | 1      | OK Herceg Novi                | Campeón de liga |
| Israel             | 1      | Hapoel Kfar Saba              | Campeón de liga |

## Fase de grupos

### Grupo A
| Pos. | Equipo                     | Pts | Partidos | Partidos | Partidos | Sets | Sets | Sets  | Puntos | Puntos | Puntos | Clasificación    |
| Pos. | Equipo                     | Pts | PJ       | PG       | PP       | SG   | SP   | SR    | PG     | PP     | PR     | Clasificación    |
| ---- | -------------------------- | --- | -------- | -------- | -------- | ---- | ---- | ----- | ------ | ------ | ------ | ---------------- |
| 1.º  | Allianz Vero Volley Milano | 16  | 6        | 5        | 1        | 17   | 4    | 4.250 | 492    | 366    | 1.344  | Cuartos de final |
| 2.º  | VakıfBank Istanbul         | 14  | 6        | 5        | 1        | 15   | 6    | 2.500 | 480    | 424    | 1.132  | Play-offs        |
| 3.º  | Jedinstvo Stara Pazova     | 5   | 6        | 2        | 4        | 7    | 15   | 0.467 | 427    | 495    | 0.863  | Copa CEV         |
| 4.º  | Volley Mulhouse Alsace     | 1   | 6        | 0        | 6        | 4    | 18   | 0.222 | 412    | 526    | 0.783  |                  |

 Actualizado al 17-1-2024. Fuente: CEV
| 08/11/2023 19:30 | Vakifbank Istanbul | 3 - 0                           | Volley Mulhouse Alsace | Vakifbank Spor Sarayi, Istanbul                      |                                                      |
|                  |                    | ( 25-22, 25-13, 29-27 ) Reporte |                        | Árbitro(s): Bogdan Laurentiu Stoica Eldar Zulfugarov | Árbitro(s): Bogdan Laurentiu Stoica Eldar Zulfugarov |

| 09/11/2023 20:00 | Allianz Vero Volley Milano | 3 - 0                           | Jedinstvo Stara Pazova | Arena Di, Monza                                   |                                                   |
|                  |                            | ( 25-15, 25-16, 25-20 ) Reporte |                        | Árbitro(s): David Fernandez Fuentes Helena Geldof | Árbitro(s): David Fernandez Fuentes Helena Geldof |

| 14/11/2023 21:00 | Volley Mulhouse Alsace | 0 - 3                           | Allianz Vero Volley Milano | Palais des Sports, Mulhouse           |                                       |
|                  |                        | ( 11-25, 12-25, 22-25 ) Reporte |                            | Árbitro(s): Koen Luts Benedikt Geukes | Árbitro(s): Koen Luts Benedikt Geukes |

| 15/11/2023 19:00 | Jedinstvo Stara Pazova | 0 - 3                           | Vakifbank Istanbul | Sportsko Poslovni Centar, Ruma              |                                             |
|                  |                        | ( 15-25, 17-25, 14-25 ) Reporte |                    | Árbitro(s): Alexandros Mylonakis Bruno Muha | Árbitro(s): Alexandros Mylonakis Bruno Muha |

| 29/11/2023 19:00 | Jedinstvo Stara Pazova | 3 - 2                                        | Volley Mulhouse Alsace | Sportsko Poslovni Centar, Ruma        |                                       |
|                  |                        | ( 21-25, 25-20, 21-25, 25-18, 15-4 ) Reporte |                        | Árbitro(s): Tibor Halász Sinisa Ovuka | Árbitro(s): Tibor Halász Sinisa Ovuka |

| 29/11/2023 19:30 | Vakifbank Istanbul | 0 - 3                           | Allianz Vero Volley Milano | Vakifbank Spor Sarayi, Istanbul              |                                              |
|                  |                    | ( 17-25, 17-25, 16-25 ) Reporte |                            | Árbitro(s): Aleksandar Vinaliev Igor Schimpl | Árbitro(s): Aleksandar Vinaliev Igor Schimpl |

| 06/12/2023 19:30 | Vakifbank Istanbul | 3 - 1                                  | Jedinstvo Stara Pazova | Vakifbank Spor Sarayi, Istanbul          |                                          |
|                  |                    | ( 25-22, 21-25, 25-19, 25-17 ) Reporte |                        | Árbitro(s): Christophe Lecourt Tudor Pop | Árbitro(s): Christophe Lecourt Tudor Pop |

| 06/12/2023 20:00 | Allianz Vero Volley Milano | 3 - 1                                  | Volley Mulhouse Alsace | Arena Di, Monza                                |                                                |
|                  |                            | ( 25-18, 18-25, 25-16, 25-13 ) Reporte |                        | Árbitro(s): Agnieszka Michlic Ricardo Ferreira | Árbitro(s): Agnieszka Michlic Ricardo Ferreira |

| 09/01/2024 19:00 | Volley Mulhouse Alsace | 0 - 3                           | Vakifbank Istanbul | Palais des Sports, Mulhouse           |                                       |
|                  |                        | ( 22-25, 20-25, 17-25 ) Reporte |                    | Árbitro(s): Ari Jokelainen Bruno Muha | Árbitro(s): Ari Jokelainen Bruno Muha |

| 10/01/2024 19:00 | Jedinstvo Stara Pazova | 0 - 3                           | Allianz Vero Volley Milano | Sportsko Poslovni Centar, Ruma           |                                          |
|                  |                        | ( 14-25, 16-25, 13-25 ) Reporte |                            | Árbitro(s): Marco Van Zanten Jan Krticka | Árbitro(s): Marco Van Zanten Jan Krticka |

| 16/01/2024 19:00 | Volley Mulhouse Alsace | 1 - 3                                  | Jedinstvo Stara Pazova | Palais des Sports, Mulhouse                              |                                                          |
|                  |                        | ( 25-22, 20-25, 15-25, 22-25 ) Reporte |                        | Árbitro(s): Michail Koutsoulas Marie-Catherine Boulanger | Árbitro(s): Michail Koutsoulas Marie-Catherine Boulanger |

| 16/01/2024 20:00 | Allianz Vero Volley Milano | 2 - 3                                         | Vakifbank Istanbul | Allianz Cloud, Milano                       |                                             |
|                  |                            | ( 20-25, 17-25, 25-22, 25-18, 12-15 ) Reporte |                    | Árbitro(s): Dobromir Dobrev Vlastimil Kovar | Árbitro(s): Dobromir Dobrev Vlastimil Kovar |

### Grupo B
| Pos. | Equipo                      | Pts | Partidos | Partidos | Partidos | Sets | Sets | Sets  | Puntos | Puntos | Puntos | Clasificación    |
| Pos. | Equipo                      | Pts | PJ       | PG       | PP       | SG   | SP   | SR    | PG     | PP     | PR     | Clasificación    |
| ---- | --------------------------- | --- | -------- | -------- | -------- | ---- | ---- | ----- | ------ | ------ | ------ | ---------------- |
| 1.º  | Savino Del Bene Scandicci   | 18  | 6        | 6        | 0        | 18   | 2    | 9.000 | 493    | 377    | 1.308  | Cuartos de final |
| 2.º  | Eczacıbaşı Dynavit Istanbul | 12  | 6        | 4        | 2        | 14   | 7    | 2.000 | 503    | 441    | 1.141  | Play-offs        |
| 3.º  | Vasas Óbuda Budapest        | 4   | 6        | 1        | 5        | 6    | 15   | 0.400 | 416    | 483    | 0.861  | Copa CEV         |
| 4.º  | Maritza Plovdiv             | 2   | 6        | 1        | 5        | 3    | 17   | 0.176 | 358    | 469    | 0.763  |                  |

 Actualizado al 17-1-2024. Fuente: CEV
| 08/11/2023 19:00 | Eczacibasi Dynavit Istanbul | 3 - 0                           | Vasas Óbuda Budapest | Burhan Felek Voleybol Salonu, Istanbul       |                                              |
|                  |                             | ( 27-25, 25-21, 25-17 ) Reporte |                      | Árbitro(s): Mirko Jankovic Wojciech Maroszek | Árbitro(s): Mirko Jankovic Wojciech Maroszek |

| 08/11/2023 20:00 | Savino Del Bene Scandicci | 3 - 0                           | Maritza Plovdiv | Palazzo Wanny, Firenze                |                                       |
|                  |                           | ( 25-15, 25-14, 25-11 ) Reporte |                 | Árbitro(s): László Adler Blaz Markelj | Árbitro(s): László Adler Blaz Markelj |

| 15/11/2023 19:00 | Vasas Óbuda Budapest | 0 - 3                           | Savino Del Bene Scandicci | ÉRD Aréna, Budapest                                             |                                                                 |
|                  |                      | ( 18-25, 18-25, 22-25 ) Reporte |                           | Árbitro(s): Marie-Catherine Boulanger Vitor Alexandre Goncalves | Árbitro(s): Marie-Catherine Boulanger Vitor Alexandre Goncalves |

| 16/11/2023 19:00 | Maritza Plovdiv | 0 - 3                           | Eczacibasi Dynavit Istanbul | Kolodruma Sport Hall, Plovdiv                  |                                                |
|                  |                 | ( 13-25, 16-25, 20-25 ) Reporte |                             | Árbitro(s): Maciej Twardowski Marco Van Zanten | Árbitro(s): Maciej Twardowski Marco Van Zanten |

| 29/11/2023 19:00 | Vasas Óbuda Budapest | 2 - 3                                        | Maritza Plovdiv | ÉRD Aréna, Budapest                      |                                          |
|                  |                      | ( 25-22, 17-25, 18-25, 25-14, 8-15 ) Reporte |                 | Árbitro(s): Mathias Ewald Salvis Kurtiss | Árbitro(s): Mathias Ewald Salvis Kurtiss |

| 29/11/2023 20:00 | Savino Del Bene Scandicci | 3 - 1                                  | Eczacibasi Dynavit Istanbul | Palazzo Wanny, Firenze                     |                                            |
|                  |                           | ( 25-14, 25-27, 27-25, 25-23 ) Reporte |                             | Árbitro(s): Pedro Lopes Pinto Sabine Witte | Árbitro(s): Pedro Lopes Pinto Sabine Witte |

| 05/12/2023 19:00 | Eczacibasi Dynavit Istanbul | 3 - 0                           | Maritza Plovdiv | Burhan Felek Voleybol Salonu, Istanbul        |                                               |
|                  |                             | ( 25-19, 25-20, 25-19 ) Reporte |                 | Árbitro(s): Vasileios Vasileiadis Dejan Rogić | Árbitro(s): Vasileios Vasileiadis Dejan Rogić |

| 06/12/2023 18:30 | Savino Del Bene Scandicci | 3 - 0                           | Vasas Óbuda Budapest | Palazzo Wanny, Firenze                      |                                             |
|                  |                           | ( 25-14, 25-19, 25-15 ) Reporte |                      | Árbitro(s): Mykhaylo Medvid Risto Strandson | Árbitro(s): Mykhaylo Medvid Risto Strandson |

| 10/01/2024 19:00 | Vasas Óbuda Budapest | 1 - 3                                  | Eczacibasi Dynavit Istanbul | ÉRD Aréna, Budapest                               |                                                   |
|                  |                      | ( 15-25, 16-25, 25-20, 22-25 ) Reporte |                             | Árbitro(s): Aleksandar Petrovic Agnieszka Michlic | Árbitro(s): Aleksandar Petrovic Agnieszka Michlic |

| 10/01/2024 19:00 | Maritza Plovdiv | 0 - 3                           | Savino Del Bene Scandicci | Kolodruma Sport Hall, Plovdiv        |                                      |
|                  |                 | ( 20-25, 14-25, 16-25 ) Reporte |                           | Árbitro(s): Mirko Jankovic Koen Luts | Árbitro(s): Mirko Jankovic Koen Luts |

| 16/01/2024 17:00 | Eczacibasi Dynavit Istanbul | 1 - 3                                  | Savino Del Bene Scandicci | Burhan Felek Voleybol Salonu, Istanbul              |                                                     |
|                  |                             | ( 23-25, 21-25, 25-16, 23-25 ) Reporte |                           | Árbitro(s): Vladimir Simonovic Alexandros Mylonakis | Árbitro(s): Vladimir Simonovic Alexandros Mylonakis |

| 16/01/2024 19:00 | Maritza Plovdiv | 0 - 3                           | Vasas Óbuda Budapest | Kolodruma Sport Hall, Plovdiv                  |                                                |
|                  |                 | ( 24-26, 19-25, 17-25 ) Reporte |                      | Árbitro(s): Vasileios Vasileiadis Benone Visan | Árbitro(s): Vasileios Vasileiadis Benone Visan |

### Grupo C
| Pos. | Equipo                   | Pts | Partidos | Partidos | Partidos | Sets | Sets | Sets  | Puntos | Puntos | Puntos | Clasificación    |
| Pos. | Equipo                   | Pts | PJ       | PG       | PP       | SG   | SP   | SR    | PG     | PP     | PR     | Clasificación    |
| ---- | ------------------------ | --- | -------- | -------- | -------- | ---- | ---- | ----- | ------ | ------ | ------ | ---------------- |
| 1.º  | Fenerbahçe Opet Istanbul | 18  | 6        | 6        | 0        | 18   | 0    | MAX   | 451    | 331    | 1.363  | Cuartos de final |
| 2.º  | SC Potsdam               | 11  | 6        | 4        | 2        | 12   | 9    | 1.333 | 463    | 457    | 1.013  | Play-offs        |
| 3.º  | Grot Budowlani Łódź      | 6   | 6        | 2        | 4        | 7    | 13   | 0.538 | 427    | 461    | 0.926  | Copa CEV         |
| 4.º  | Calcit Kamnik            | 1   | 6        | 0        | 6        | 3    | 18   | 0.167 | 409    | 501    | 0.816  |                  |

 Actualizado al 17-1-2024. Fuente: CEV
| 07/11/2023 18:00 | Grot Budowlani Łódź | 0 - 3                           | Sc Potsdam | Łódź Sport Arena, Łódź                      |                                             |
|                  |                     | ( 21-25, 18-25, 24-26 ) Reporte |            | Árbitro(s): Stefano Cesare Sonja Simonovska | Árbitro(s): Stefano Cesare Sonja Simonovska |

| 07/11/2023 19:00 | Fenerbahce Opet Istanbul | 3 - 0                           | Calcit Kamnik | Burhan Felek Voleybol Salonu, Istanbul                   |                                                          |
|                  |                          | ( 25-16, 25-18, 25-19 ) Reporte |               | Árbitro(s): Vlastimil Kovar Carlos Alberto Robles Garcia | Árbitro(s): Vlastimil Kovar Carlos Alberto Robles Garcia |

| 14/11/2023 18:00 | Calcit Kamnik | 1 - 3                                  | Grot Budowlani Łódź | Sportna Dvorana Tivoli, Ljubljana         |                                           |
|                  |               | ( 22-25, 25-14, 18-25, 17-25 ) Reporte |                     | Árbitro(s): Ilaria Vagni Ksenija Jurkovic | Árbitro(s): Ilaria Vagni Ksenija Jurkovic |

| 14/11/2023 19:00 | Sc Potsdam | 0 - 3                           | Fenerbahce Opet Istanbul | MBS Arena, Potsdam                 |                                    |
|                  |            | ( 18-25, 20-25, 19-25 ) Reporte |                          | Árbitro(s): Wim Cambré Kenneth Aro | Árbitro(s): Wim Cambré Kenneth Aro |

| 28/11/2023 20:30 | Grot Budowlani Łódź | 0 - 3                           | Fenerbahce Opet Istanbul | Łódź Sport Arena, Łódź                      |                                             |
|                  |                     | ( 24-26, 18-25, 19-25 ) Reporte |                          | Árbitro(s): Andrea Puecher Andrii Kovalchuk | Árbitro(s): Andrea Puecher Andrii Kovalchuk |

| 30/11/2023 18:00 | Calcit Kamnik | 2 - 3                                         | Sc Potsdam | Sportna Dvorana Tivoli, Ljubljana          |                                            |
|                  |               | ( 25-18, 23-25, 18-25, 25-23, 14-16 ) Reporte |            | Árbitro(s): Zsolt Mezöffy Stanislava Simic | Árbitro(s): Zsolt Mezöffy Stanislava Simic |

| 06/12/2023 19:00 | Fenerbahce Opet Istanbul | 3 - 0                           | Sc Potsdam | Burhan Felek Voleybol Salonu, Istanbul    |                                           |
|                  |                          | ( 25-13, 25-19, 25-15 ) Reporte |            | Árbitro(s): Benone Visan Fabrice Collados | Árbitro(s): Benone Visan Fabrice Collados |

| 06/12/2023 20:30 | Grot Budowlani Łódź | 3 - 0                           | Calcit Kamnik | Łódź Sport Arena, Łódź                                  |                                                         |
|                  |                     | ( 25-22, 25-17, 25-17 ) Reporte |               | Árbitro(s): Paul Catalin Szabo-Alexi Konstantin Yovchev | Árbitro(s): Paul Catalin Szabo-Alexi Konstantin Yovchev |

| 10/01/2024 20:30 | SC Potsdam | 3 - 1                                  | Grot Budowlani Łódź | MBS Arena, Potsdam                                 |                                                    |
|                  |            | ( 20-25, 25-16, 26-24, 25-18 ) Reporte |                     | Árbitro(s): Salvis Kurtiss David Fernandez Fuentes | Árbitro(s): Salvis Kurtiss David Fernandez Fuentes |

| 11/01/2024 18:00 | Calcit Kamnik | 0 - 3                           | Fenerbahce Opet Istanbul | Sportna Dvorana Tivoli, Ljubljana            |                                              |
|                  |               | ( 21-25, 17-25, 19-25 ) Reporte |                          | Árbitro(s): Benedikt Geukes Ksenija Jurkovic | Árbitro(s): Benedikt Geukes Ksenija Jurkovic |

| 16/01/2024 19:00 | SC Potsdam | 3 - 0                           | Calcit Kamnik | MBS Arena, Potsdam                        |                                           |
|                  |            | ( 30-28, 25-10, 25-18 ) Reporte |               | Árbitro(s): Ricardo Ferreira Tibor Halász | Árbitro(s): Ricardo Ferreira Tibor Halász |

| 16/01/2024 20:00 | Fenerbahce Opet Istanbul | 3 - 0                           | Grot Budowlani Łódź | Burhan Felek Voleybol Salonu, Istanbul                    |                                                           |
|                  |                          | ( 25-20, 25-19, 25-17 ) Reporte |                     | Árbitro(s): Aleksander Sikanjic Vitor Alexandre Goncalves | Árbitro(s): Aleksander Sikanjic Vitor Alexandre Goncalves |

### Grupo D
| Pos. | Equipo                      | Pts | Partidos | Partidos | Partidos | Sets | Sets | Sets  | Puntos | Puntos | Puntos | Clasificación             |
| Pos. | Equipo                      | Pts | PJ       | PG       | PP       | SG   | SP   | SR    | PG     | PP     | PR     | Clasificación             |
| ---- | --------------------------- | --- | -------- | -------- | -------- | ---- | ---- | ----- | ------ | ------ | ------ | ------------------------- |
| 1.º  | A. Carraro Imoco Conegliano | 18  | 6        | 6        | 0        | 18   | 3    | 6.000 | 516    | 384    | 1.344  | Cuartos de final          |
| 2.º  | Allianz MTV Stuttgart       | 9   | 6        | 3        | 3        | 12   | 11   | 1.091 | 504    | 466    | 1.082  | Play-offs                 |
| 3.º  | PGE Rysice Rzeszów          | 9   | 6        | 3        | 3        | 13   | 13   | 1.000 | 543    | 572    | 0.949  | Play-offs (mejor tercero) |
| 4.º  | Asterix Avo Beveren         | 0   | 6        | 0        | 6        | 2    | 18   | 0.111 | 357    | 498    | 0.717  |                           |

 Actualizado al 17-1-2024. Fuente: CEV
| 07/11/2023 20:30 | A. Carraro Imoco Conegliano | 3 - 0                           | Asterix Avo Beveren | Palaverde Villorba, Treviso               |                                           |
|                  |                             | ( 27-25, 25-16, 25-16 ) Reporte |                     | Árbitro(s): Nurper Ozbar Bernard Valentar | Árbitro(s): Nurper Ozbar Bernard Valentar |

| 07/11/2023 20:30 | Pge Rysice Rzeszów | 3 - 2                                         | Allianz Mtv Stuttgart | RCWS Podpromie, Rzeszów                   |                                           |
|                  |                    | ( 23-25, 26-24, 17-25, 25-23, 15-12 ) Reporte |                       | Árbitro(s): Igor Porvaznik Ari Jokelainen | Árbitro(s): Igor Porvaznik Ari Jokelainen |

| 15/11/2023 19:00 | Allianz Mtv Stuttgart | 1 - 3                                  | A. Carraro Imoco Conegliano | SCHARRena, Stuttgart                         |                                              |
|                  |                       | ( 25-21, 19-25, 20-25, 18-25 ) Reporte |                             | Árbitro(s): Ivaylo Ivanov Ozan Cagi Sarikaya | Árbitro(s): Ivaylo Ivanov Ozan Cagi Sarikaya |

| 16/11/2023 20:00 | Asterix Avo Beveren | 1 - 3                                  | Pge Rysice Rzeszów | Topsporthal, Beveren                           |                                                |
|                  |                     | ( 19-25, 24-26, 25-22, 14-25 ) Reporte |                    | Árbitro(s): Aleksander Sikanjic Chantal Kaiser | Árbitro(s): Aleksander Sikanjic Chantal Kaiser |

| 28/11/2023 20:00 | Asterix Avo Beveren | 0 - 3                           | Allianz Mtv Stuttgart | Topsporthal, Beveren                          |                                               |
|                  |                     | ( 20-25, 18-25, 16-25 ) Reporte |                       | Árbitro(s): Aleksandar Petrovic Yavuz Akdemir | Árbitro(s): Aleksandar Petrovic Yavuz Akdemir |

| 29/11/2023 20:30 | Pge Rysice Rzeszów | 1 - 3                                  | A. Carraro Imoco Conegliano | RCWS Podpromie, Rzeszów                                     |                                                             |
|                  |                    | ( 15-25, 15-25, 25-17, 26-28 ) Reporte |                             | Árbitro(s): Maria De Las Olas Rodriguez Machin Erdal Akinci | Árbitro(s): Maria De Las Olas Rodriguez Machin Erdal Akinci |

| 05/12/2023 20:30 | A. Carraro Imoco Conegliano | 3 - 0                           | Allianz Mtv Stuttgart | Palaverde Villorba, Treviso                       |                                                   |
|                  |                             | ( 25-19, 25-15, 25-23 ) Reporte |                       | Árbitro(s): Michail Koutsoulas Vladimir Simonovic | Árbitro(s): Michail Koutsoulas Vladimir Simonovic |

| 07/12/2023 18:00 | Pge Rysice Rzeszów | 3 - 1                                  | Asterix Avo Beveren | RCWS Podpromie, Rzeszów                            |                                                    |
|                  |                    | ( 25-23, 25-16, 23-25, 25-18 ) Reporte |                     | Árbitro(s): Salvis Kurtiss David Fernandez Fuentes | Árbitro(s): Salvis Kurtiss David Fernandez Fuentes |

| 10/01/2024 19:00 | Allianz Mtv Stuttgart | 3 - 2                                        | Pge Rysice Rzeszów | SCHARRena, Stuttgart                              |                                                   |
|                  |                       | ( 21-25, 20-25, 25-19, 25-14, 15-9 ) Reporte |                    | Árbitro(s): Ozan Cagi Sarikaya Christophe Lecourt | Árbitro(s): Ozan Cagi Sarikaya Christophe Lecourt |

| 11/01/2024 20:00 | Asterix Avo Beveren | 0 - 3                           | A. Carraro Imoco Conegliano | Topsporthal, Beveren                    |                                         |
|                  |                     | ( 11-25, 14-25, 14-25 ) Reporte |                             | Árbitro(s): Risto Strandson Peter Szabo | Árbitro(s): Risto Strandson Peter Szabo |

| 16/01/2024 19:00 | Allianz Mtv Stuttgart | 3 - 0                           | Asterix Avo Beveren | SCHARRena, Stuttgart                        |                                             |
|                  |                       | ( 25-14, 25-13, 25-16 ) Reporte |                     | Árbitro(s): Bernard Valentar Ari Jokelainen | Árbitro(s): Bernard Valentar Ari Jokelainen |

| 16/01/2024 20:30 | A. Carraro Imoco Conegliano | 3 - 1                                  | Pge Rysice Rzeszów | Palaverde Villorba, Treviso          |                                      |
|                  |                             | ( 25-16, 23-25, 25-16, 25-11 ) Reporte |                    | Árbitro(s): Juraj Mokry Nurper Ozbar | Árbitro(s): Juraj Mokry Nurper Ozbar |

### Grupo E
| Pos. | Equipo               | Pts | Partidos | Partidos | Partidos | Sets | Sets | Sets  | Puntos | Puntos | Puntos | Clasificación    |
| Pos. | Equipo               | Pts | PJ       | PG       | PP       | SG   | SP   | SR    | PG     | PP     | PR     | Clasificación    |
| ---- | -------------------- | --- | -------- | -------- | -------- | ---- | ---- | ----- | ------ | ------ | ------ | ---------------- |
| 1.º  | ŁKS Commercecon Łódź | 11  | 6        | 4        | 2        | 15   | 10   | 1.500 | 555    | 530    | 1.047  | Cuartos de final |
| 2.º  | SC "Prometey" Dnipro | 9   | 6        | 3        | 3        | 11   | 13   | 0.846 | 525    | 525    | 1.000  | Play-offs        |
| 3.º  | Volero Le Cannet     | 8   | 6        | 3        | 3        | 12   | 13   | 0.923 | 525    | 536    | 0.979  | Copa CEV         |
| 4.º  | CS Volei Alba Blaj   | 8   | 6        | 2        | 4        | 11   | 13   | 0.846 | 514    | 528    | 0.973  |                  |

 Actualizado al 17-1-2024. Fuente: CEV
| 07/11/2023 20:00 | Volero Le Cannet | 3 - 0                           | Sc "Prometey" Dnipro | La Palestre, Le Cannet              |                                     |
|                  |                  | ( 25-20, 25-22, 25-20 ) Reporte |                      | Árbitro(s): Peter Szabo Dominga Lot | Árbitro(s): Peter Szabo Dominga Lot |

| 08/11/2023 20:30 | Łks Commercecon Łódź | 1 - 3                                  | Cs Volei Alba Blaj | Łódź Sport Arena, Łódź                      |                                             |
|                  |                      | ( 23-25, 25-19, 29-31, 17-25 ) Reporte |                    | Árbitro(s): Sonja Simonovska Stefano Cesare | Árbitro(s): Sonja Simonovska Stefano Cesare |

| 15/11/2023 18:00 | Sc "Prometey" Dnipro | 0 - 3                           | Łks Commercecon Łódź | Sports Hall, Mioveni                          |                                               |
|                  |                      | ( 20-25, 17-25, 23-25 ) Reporte |                      | Árbitro(s): Jörg Kellenberger Dobromir Dobrev | Árbitro(s): Jörg Kellenberger Dobromir Dobrev |

| 15/11/2023 18:00 | Cs Volei Alba Blaj | 2 - 3                                         | Volero Le Cannet | Polivalenta, Alba Blaj                 |                                        |
|                  |                    | ( 18-25, 25-22, 25-15, 20-25, 13-15 ) Reporte |                  | Árbitro(s): Igor Schimpl Zsolt Mezöffy | Árbitro(s): Igor Schimpl Zsolt Mezöffy |

| 29/11/2023 19:00 | Cs Volei Alba Blaj | 2 - 3                                        | Sc "Prometey" Dnipro | Polivalenta, Alba Blaj                    |                                           |
|                  |                    | ( 23-25, 25-21, 25-18, 18-25, 8-15 ) Reporte |                      | Árbitro(s): Bernard Valentar Ilaria Vagni | Árbitro(s): Bernard Valentar Ilaria Vagni |

| 30/11/2023 20:30 | Volero Le Cannet | 3 - 2                                        | Łks Commercecon Łódź | La Palestre, Le Cannet                      |                                             |
|                  |                  | ( 23-25, 25-18, 25-15, 20-25, 15-7 ) Reporte |                      | Árbitro(s): Kenneth Aro Aleksander Sikanjic | Árbitro(s): Kenneth Aro Aleksander Sikanjic |

| 05/12/2023 18:00 | Łks Commercecon Łódź | 3 - 2                                         | Sc "Prometey" Dnipro | Łódź Sport Arena, Łódź                 |                                        |
|                  |                      | ( 25-23, 22-25, 28-26, 23-25, 15-10 ) Reporte |                      | Árbitro(s): Helena Geldof Nurper Ozbar | Árbitro(s): Helena Geldof Nurper Ozbar |

| 05/12/2023 20:00 | Volero Le Cannet | 0 - 3                           | Cs Volei Alba Blaj | La Palestre, Le Cannet                          |                                                 |
|                  |                  | ( 23-25, 24-26, 15-25 ) Reporte |                    | Árbitro(s): Mirko Jankovic Alexandros Mylonakis | Árbitro(s): Mirko Jankovic Alexandros Mylonakis |

| 11/01/2024 18:00 | Cs Volei Alba Blaj | 0 - 3                           | Łks Commercecon Łódź | Polivalenta Alba Blaj, Blaj           |                                       |
|                  |                    | ( 16-25, 20-25, 14-25 ) Reporte |                      | Árbitro(s): Wim Cambré Andrea Puecher | Árbitro(s): Wim Cambré Andrea Puecher |

| 11/01/2024 18:00 | SC "Prometey" Dnipro | 3 - 1                                  | Volero Le Cannet | Sports Hall, Mioveni                         |                                              |
|                  |                      | ( 25-20, 25-13, 24-26, 25-16 ) Reporte |                  | Árbitro(s): Sinisa Ovuka Aleksander Sikanjic | Árbitro(s): Sinisa Ovuka Aleksander Sikanjic |

| 16/01/2024 18:00 | SC "Prometey" Dnipro | 3 - 1                                  | Cs Volei Alba Blaj | Sports Hall, Mioveni                       |                                            |
|                  |                      | ( 25-22, 25-20, 16-25, 25-21 ) Reporte |                    | Árbitro(s): Pedro Lopes Pinto Igor Schimpl | Árbitro(s): Pedro Lopes Pinto Igor Schimpl |

| 16/01/2024 20:30 | Łks Commercecon Łódź | 3 - 2                                         | Volero Le Cannet | Łódź Sport Arena, Łódź             |                                    |
|                  |                      | ( 19-25, 25-21, 24-26, 25-20, 15-11 ) Reporte |                  | Árbitro(s): Bruno Muha Dominga Lot | Árbitro(s): Bruno Muha Dominga Lot |

## Ronda final
|  | Play-offs | Play-offs      | Play-offs | Play-offs        |   |    | Cuartos de final | Cuartos de final | Cuartos de final | Cuartos de final |   |    | Semifinal | Semifinal | Semifinal | Semifinal        | Semifinal |  |  | Final | Final | Final |  |
|  |           |                |           |                  |   |    |                  |                  |                  |                  |   |    |           |           |           |                  |           |  |  |       |       |       |  |
|  |           |                |           |                  |   |    |                  |                  |                  |                  |   |    |           |           |           |                  |           |  |  |       |       |       |  |
|  | 3D        | Rysice Rzeszów | 0         | 0                |   |    |                  |                  |                  |                  |   |    |           |           |           |                  |           |  |  |       |       |       |  |
|  | 3D        | Rysice Rzeszów | 0         | 0                |   |    |                  |                  |                  |                  |   |    |           |           |           |                  |           |  |  |       |       |       |  |
|  | 2A        | VakıfBank      | 3         | 3                |   |    |                  |                  |                  |                  |   |    |           |           |           |                  |           |  |  |       |       |       |  |
|  | 2A        | VakıfBank      | 3         | 3                |   | 2A | VakıfBank        | 1                | 1                |                  |   |    |           |           |           |                  |           |  |  |       |       |       |  |
|  |           |                |           |                  |   | 2A | VakıfBank        | 1                | 1                |                  |   |    |           |           |           |                  |           |  |  |       |       |       |  |
|  |           |                | 1D        | Imoco Conegliano | 3 | 3  |                  |                  |                  |                  |   |    |           |           |           |                  |           |  |  |       |       |       |  |
|  |           |                | 1D        | Imoco Conegliano | 3 | 3  |                  |                  |                  |                  |   |    |           |           |           |                  |           |  |  |       |       |       |  |
|  |           |                |           |                  |   |    |                  |                  |                  |                  |   |    |           |           |           |                  |           |  |  |       |       |       |  |
|  |           |                |           |                  |   |    |                  |                  |                  |                  |   |    |           |           |           |                  |           |  |  |       |       |       |  |
|  |           |                |           |                  |   |    |                  | 1D               | Imoco Conegliano | 3                | 3 |    |           |           |           |                  |           |  |  |       |       |       |  |
|  |           |                |           |                  |   |    |                  |                  |                  |                  | 3 |    |           |           |           |                  |           |  |  |       |       |       |  |
|  |           |                | 2B        | Eczacıbaşı       | 2 | 1  |                  |                  |                  |                  |   |    |           |           |           |                  |           |  |  |       |       |       |  |
|  | 2E        | SC Dnipro      | 2B        | Eczacıbaşı       | 2 | 1  | 0                | 1                |                  |                  |   |    |           |           |           |                  |           |  |  |       |       |       |  |
|  | 2E        | SC Dnipro      |           |                  |   |    |                  |                  |                  |                  |   |    |           |           |           |                  |           |  |  |       |       |       |  |
|  | 2B        | Eczacıbaşı     | 3         | 3                |   |    |                  |                  |                  |                  |   |    |           |           |           |                  |           |  |  |       |       |       |  |
|  | 2B        | Eczacıbaşı     | 3         | 3                |   | 2B | Eczacıbaşı       | 3                | 3                |                  |   |    |           |           |           |                  |           |  |  |       |       |       |  |
|  |           |                |           |                  |   | 2B | Eczacıbaşı       | 3                | 3                |                  |   |    |           |           |           |                  |           |  |  |       |       |       |  |
|  |           |                | 1B        | Savino Scandicci | 2 | 2  |                  |                  |                  |                  |   |    |           |           |           |                  |           |  |  |       |       |       |  |
|  |           |                | 1B        | Savino Scandicci | 2 | 2  |                  |                  |                  |                  |   |    |           |           |           |                  |           |  |  |       |       |       |  |
|  |           |                |           |                  |   |    |                  |                  |                  |                  |   |    |           |           |           |                  |           |  |  |       |       |       |  |
|  |           |                |           |                  |   |    |                  |                  |                  |                  |   |    |           |           |           |                  |           |  |  |       |       |       |  |
|  |           |                |           |                  |   |    |                  |                  |                  |                  |   |    |           |           | 1D        | Imoco Conegliano |           |  |  |       |       |       |  |
|  |           |                |           |                  |   |    |                  |                  |                  |                  |   |    |           |           |           |                  |           |  |  |       |       |       |  |
|  |           |                | 1A        | Vero Milano      |   |    |                  |                  |                  |                  |   |    |           |           |           |                  |           |  |  |       |       |       |  |
|  |           |                | 1A        | Vero Milano      |   |    |                  |                  |                  |                  |   |    |           |           |           |                  |           |  |  |       |       |       |  |
|  |           |                |           |                  |   |    |                  |                  |                  |                  |   |    |           |           |           |                  |           |  |  |       |       |       |  |
|  |           |                |           |                  |   |    |                  |                  |                  |                  |   |    |           |           |           |                  |           |  |  |       |       |       |  |
|  |           | 1E             | ŁKS Łódź  | 1                | 0 |    |                  |                  |                  |                  |   |    |           |           |           |                  |           |  |  |       |       |       |  |
|  |           |                |           |                  | 0 |    |                  |                  |                  |                  |   |    |           |           |           |                  |           |  |  |       |       |       |  |
|  |           |                | 1A        | Vero Milano      | 3 | 3  |                  |                  |                  |                  |   |    |           |           |           |                  |           |  |  |       |       |       |  |
|  |           |                | 1A        | Vero Milano      | 3 | 3  |                  |                  |                  |                  |   |    |           |           |           |                  |           |  |  |       |       |       |  |
|  |           |                |           |                  |   |    |                  |                  |                  |                  |   |    |           |           |           |                  |           |  |  |       |       |       |  |
|  |           |                |           |                  |   |    |                  |                  |                  |                  |   |    |           |           |           |                  |           |  |  |       |       |       |  |
|  |           |                |           |                  |   |    |                  | 1A               | Vero Milano      | 3                | 1 | 15 |           |           |           |                  |           |  |  |       |       |       |  |
|  |           |                |           |                  |   |    |                  |                  |                  |                  | 1 | 15 |           |           |           |                  |           |  |  |       |       |       |  |
|  |           |                | 1C        | Fenerbahçe       | 0 | 3  | 11               |                  |                  |                  |   |    |           |           |           |                  |           |  |  |       |       |       |  |
|  | 2D        | MTV Stuttgart  | 1C        | Fenerbahçe       | 0 | 3  | 11               | 3                | 3                |                  |   |    |           |           |           |                  |           |  |  |       |       |       |  |
|  | 2D        | MTV Stuttgart  |           |                  |   |    |                  |                  | 3                |                  |   |    |           |           |           |                  |           |  |  |       |       |       |  |
|  | 2C        | SC Potsdam     | 0         | 0                |   |    |                  |                  |                  |                  |   |    |           |           |           |                  |           |  |  |       |       |       |  |
|  | 2C        | SC Potsdam     | 0         | 0                |   | 2D | MTV Stuttgart    | 3                | 1                |                  |   |    |           |           |           |                  |           |  |  |       |       |       |  |
|  |           |                |           |                  |   | 2D | MTV Stuttgart    | 3                | 1                |                  |   |    |           |           |           |                  |           |  |  |       |       |       |  |
|  |           |                | 1C        | Fenerbahçe       | 2 | 3  |                  |                  |                  |                  |   |    |           |           |           |                  |           |  |  |       |       |       |  |
|  |           |                | 1C        | Fenerbahçe       | 2 | 3  |                  |                  |                  |                  |   |    |           |           |           |                  |           |  |  |       |       |       |  |
|  |           |                |           |                  |   |    |                  |                  |                  |                  |   |    |           |           |           |                  |           |  |  |       |       |       |  |
|  |           |                |           |                  |   |    |                  |                  |                  |                  |   |    |           |           |           |                  |           |  |  |       |       |       |  |
|  |           |                |           |                  |   |    |                  |                  |                  |                  |   |    |           |           |           |                  |           |  |  |       |       |       |  |
|  |           |                |           |                  |   |    |                  |                  |                  |                  |   |    |           |           |           |                  |           |  |  |       |       |       |  |

### Play-offs
| 30/01/2024 20:30 | Pge Rysice Rzeszów | 0 - 3                           | Vakifbank Istanbul | RCWS Podpromie, Rzeszów              |                                      |
|                  |                    | ( 20-25, 12-25, 26-28 ) Reporte |                    | Árbitro(s): Koen Luts Stefano Cesare | Árbitro(s): Koen Luts Stefano Cesare |

| 11/02/2024 18:00 | Sc "Prometey" Dnipro | 0 - 3                           | Eczacibasi Dynavit Istanbul | Sports Hall, Mioveni                     |                                          |
|                  |                      | ( 15-25, 13-25, 16-25 ) Reporte |                             | Árbitro(s): Tudor Pop Konstantin Yovchev | Árbitro(s): Tudor Pop Konstantin Yovchev |

| 01/02/2024 19:00 | Allianz Mtv Stuttgart | 3 - 0                           | Sc Potsdam | SCHARRena, Stuttgart                            |                                                 |
|                  |                       | ( 25-18, 27-25, 25-19 ) Reporte |            | Árbitro(s): Carlos Alberto Robles Mathias Ewald | Árbitro(s): Carlos Alberto Robles Mathias Ewald |

| 08/02/2024 19:30 | Vakifbank Istanbul | 3 - 0                           | Pge Rysice Rzeszów | Vakifbank Spor Sarayi, Istanbul      |                                      |
|                  |                    | ( 25-12, 25-18, 25-23 ) Reporte |                    | Árbitro(s): Dejan Rogic Ilaria Vagni | Árbitro(s): Dejan Rogic Ilaria Vagni |

| 07/02/2024 17:00 | Eczacibasi Dynavit Istanbul | 3 - 1                                  | Sc "Prometey" Dnipro | Burhan Felek Voleybol Salonu, Istanbul          |                                                 |
|                  |                             | ( 25-20, 25-15, 23-25, 25-16 ) Reporte |                      | Árbitro(s): Stanislava Simic Michail Koutsoulas | Árbitro(s): Stanislava Simic Michail Koutsoulas |

| 07/02/2024 19:00 | Sc Potsdam | 0 - 3                           | Allianz Mtv Stuttgart | MBS Arena, Potsdam                        |                                           |
|                  |            | ( 19-25, 24-26, 22-25 ) Reporte |                       | Árbitro(s): Juraj Mokry Jörg Kellenberger | Árbitro(s): Juraj Mokry Jörg Kellenberger |

### Cuartos de final
| 20/02/2024 19:30 | Vakifbank Istanbul | 1 - 3                                  | A. Carraro Imoco Conegliano | Vakifbank Spor Sarayi, Istanbul                  |                                                  |
|                  |                    | ( 25-23, 17-25, 18-25, 18-25 ) Reporte |                             | Árbitro(s): Ksenija Jurkovic Aleksandar Petrovic | Árbitro(s): Ksenija Jurkovic Aleksandar Petrovic |

| 21/02/2024 19:00 | Eczacibasi Dynavit Istanbul | 3 - 2                                         | Savino Del Bene Scandicci | Burhan Felek Voleybol Salonu, Istanbul |                                        |
|                  |                             | ( 23-25, 25-21, 24-26, 25-17, 15-10 ) Reporte |                           | Árbitro(s): Koen Luts Bernard Valentar | Árbitro(s): Koen Luts Bernard Valentar |

| 20/02/2024 18:00 | Łks Commercecon Łódź | 1 - 3                                  | Allianz Vero Volley Milano | Łódź Sport Arena, Łódź                              |                                                     |
|                  |                      | ( 18-25, 25-14, 18-25, 14-25 ) Reporte |                            | Árbitro(s): Mykhaylo Medvid Bogdan Laurentiu Stoica | Árbitro(s): Mykhaylo Medvid Bogdan Laurentiu Stoica |

| 20/02/2024 19:00 | Allianz Mtv Stuttgart | 3 - 2                                         | Fenerbahce Opet Istanbul | SCHARRena, Stuttgart                                       |                                                            |
|                  |                       | ( 22-25, 26-24, 19-25, 25-20, 15-10 ) Reporte |                          | Árbitro(s): Carlos Alberto Robles García Pedro Lopes Pinto | Árbitro(s): Carlos Alberto Robles García Pedro Lopes Pinto |

| 29/02/2024 18:30 | A. Carraro Imoco Conegliano | 3 - 1                                  | Vakifbank Istanbul | Palaverde Villorba, Treviso                        |                                                    |
|                  |                             | ( 20-25, 25-18, 25-19, 25-16 ) Reporte |                    | Árbitro(s): Vítor Alexandre Goncalves Roy Bensimon | Árbitro(s): Vítor Alexandre Goncalves Roy Bensimon |

| 28/02/2024 20:00 | Savino Del Bene Scandicci | 2 - 3                                        | Eczacibasi Dynavit Istanbul | Palazzo Wanny, Firenze                                |                                                       |
|                  |                           | ( 25-27, 25-20,25-18, 22-25, 12-15 ) Reporte |                             | Árbitro(s): Sonja Simonovska Paul Catalin Szabo-Alexi | Árbitro(s): Sonja Simonovska Paul Catalin Szabo-Alexi |

| 29/02/2024 20:00 | Allianz Vero Volley Milano | 3 - 0                           | Łks Commercecon Łódź | Allianz Cloud, Milano                            |                                                  |
|                  |                            | ( 25-21, 25-14, 25-23 ) Reporte |                      | Árbitro(s): David Fernández Fuentes Igor Schimpl | Árbitro(s): David Fernández Fuentes Igor Schimpl |

| 28/02/2024 20:00 | Fenerbahce Opet Istanbul | 3 - 1                                 | Allianz Mtv Stuttgart | Burhan Felek Voleybol Salonu, Istanbul |                                       |
|                  |                          | ( 25-15, 25-15, 23-25,25-19 ) Reporte |                       | Árbitro(s): Blaz Markelj Tibor Halász  | Árbitro(s): Blaz Markelj Tibor Halász |

### Semifinales
| 14/03/2024 20:30 | A. Carraro Imoco Conegliano | 3 - 2                                       | Eczacibasi Dynavit Istanbul | Palaverde Villorba, Treviso                          |                                                      |
|                  |                             | ( 26-28,20-25-,25-14,25-22, 18-16 ) Reporte |                             | Árbitro(s): Konstantin Yovchev Vasileios Vasileiadis | Árbitro(s): Konstantin Yovchev Vasileios Vasileiadis |

| 12/03/2024 20:00 | Allianz Vero Volley Milano | 3 - 0                           | Fenerbahce Opet Istanbul | Allianz Cloud, Milano                      |                                            |
|                  |                            | ( 25-21, 27-25, 25-20 ) Reporte |                          | Árbitro(s): Helena Geldof Fabrice Collados | Árbitro(s): Helena Geldof Fabrice Collados |

| 20/03/2024 19:00 | Eczacibasi Dynavit Istanbul | 1 - 3                               | A. Carraro Imoco Conegliano | Burhan Felek Voleybol Salonu, Istanbul                          |                                                                 |
|                  |                             | ( 17-25,15-25,26-24,16-25 ) Reporte |                             | Árbitro(s): Ricardo Ferreira María de las Olas Rodríguez Machin | Árbitro(s): Ricardo Ferreira María de las Olas Rodríguez Machin |

| 19/03/2024 20:00 | Fenerbahce Opet Istanbul | 3 - 1                                  | Allianz Vero Volley Milano | Burhan Felek Voleybol Salonu, Istanbul        |                                               |
|                  |                          | ( 25-15, 26-28, 25-22, 25-23 ) Reporte |                            | Árbitro(s): Benone Visan Alexandros Mylonakis | Árbitro(s): Benone Visan Alexandros Mylonakis |

#### Final
| 05/05/2024 20:00 | A. Carraro Imoco Conegliano | 3 - 2                                        | Allianz Vero Volley Milano | Antalya Spor Salonu, Antalya |             |
|                  |                             | ( 25–14, 23–25, 25–19, 19–25, 15–9 ) Reporte |                            | Árbitro(s):                  | Árbitro(s): |

| Campeón A. Carraro Imoco Conegliano 2° título |